# 彭
彭（ほう）は、漢姓の一つ。

## 中華圏
2020年の中華人民共和国の第7回全国人口調査（国勢調査）に基づく姓氏統計によると中国で31番目に多い姓であり、823.83万人がいる。台湾の2018年の統計では第36位で、139,862人がいる。

### 著名な人物
- 彭越 - 秦末から前漢の武将。
- 彭逖 - 金陵出身で恭愍王に降嫁された魯国公主の師父として高麗に入国した。
- 彭友徳 - 明の将軍。壬辰倭乱の時に李氏朝鮮に援軍として派兵された。
- 彭徳懐 - 中華人民共和国の政治家・軍人。元帥。
- 彭真 - 中華人民共和国の政治家。
- 彭麗媛 - 中華人民共和国の軍隊歌手。習近平総書記の夫人。
- 彭磊 - 中華人民共和国の新褲子バンド（New Pants）のボーカル&ギター
- 彭政閔 - 台湾の野球選手。
- 彭傑 - 中華人民共和国出身の漫画家。

## 朝鮮
彭（ペン、朝鮮語: 팽）は、朝鮮人の姓の一つである。2015年の国勢調査による韓国内での人口は2,935人。

### 著名な人物
- 彭正光（朝鮮語版） - 元韓国鉄道公社副社長。
- ペン・ヒョンスク（朝鮮語版）（彭賢淑） - 韓国のコメディアン。本名はペン・スヒ。

### 氏族
| 氏族（地域） | 創始者 | 人数（2015年） | 備考     |
| ------------ | ------ | -------------- | -------- |
| 慶州彭氏     |        | 34             |          |
| 金陵彭氏     |        | 21             | 금능팽씨 |
| 金陵彭氏     |        | 58             | 금릉팽씨 |
| 金陵彭氏     |        | 5              | 김릉팽씨 |
| 金海彭氏     |        | 23             |          |
| 淅江彭氏     |        | 193            |          |
| 霊光彭氏     |        | 27             |          |
| 寧越彭氏     |        | 10             |          |
| 龍岡彭氏     | 彭逖   | 842            |          |
| 龍罔彭氏     |        | 6              |          |
| 一州彭氏     |        | 10             |          |
| 浙江彭氏     | 彭友徳 | 1,645          |          |
| 昌原彭氏     |        | 6              |          |